# RS-518
De RS-518 is een regionale verbindingsweg in de deelstaat Rio Grande do Sul in het zuiden van Brazilië. De weg ligt tussen de BR-468 en Braga. De weg verbindt de BR-468 met Campo Novo en Braga, maar loopt slechts tot halverwege deze plaatsen in waar de lokale weg VRS-320 de rest van de verbinding verzorgt.
De weg heeft een lengte van 9,6 kilometer.
RS-241 · RS-518 · RS-602 · RS-630 · RS-634 · RS-640 · RS-699 · RS-734